# Sudamericano de Rugby B 2005
El Sudamericano de Rugby B del 2005 se celebró en Paraguay del 23 de setiembre al 2 de octubre de ese año. Por primera vez participaron 5 equipos desde que la Confederación Sudamericana de Rugby creó la división "B" en el 2000. Todos los partidos se jugaron en el Campo de Juego "Julio Alvarado" perteneciente al Club Universitario de Rugby de Asunción (CURDA). 

## Equipos participantes
- Selección de rugby de Brasil (Los Vitória-régia)
- Selección de rugby de Colombia (Los Tucanes)
- Selección de rugby de Paraguay (Los Yacarés)
- Selección de rugby de Perú (Los Tumis)
- Selección de rugby de Venezuela (Las Orquídeas)

## Posiciones
| Pos. | Equipo    | Encuentros | Encuentros | Encuentros | Encuentros | Tantos  | Tantos    | Tantos     | Puntos |
| Pos. | Equipo    | jugados    | ganados    | empatados  | perdidos   | a favor | en contra | diferencia | Puntos |
| ---- | --------- | ---------- | ---------- | ---------- | ---------- | ------- | --------- | ---------- | ------ |
| 1    | Paraguay  | 4          | 4          | 0          | 0          | 289     | 26        | + 263      | 12     |
| 2    | Brasil    | 4          | 3          | 0          | 1          | 130     | 71        | + 59       | 10     |
| 3    | Perú      | 4          | 2          | 0          | 2          | 54      | 141       | - 87       | 8      |
| 4    | Colombia  | 4          | 1          | 0          | 3          | 48      | 170       | - 122      | 6      |
| 5    | Venezuela | 4          | 0          | 0          | 4          | 45      | 158       | - 113      | 4      |

Nota: Se otorgan 3 puntos al equipo que gane un partido, 2 al que empate, 1 al que pierda y 0 por w/o

## Resultados

### Primera fecha
| 23 de setiembre | Brasil | 38 - 14 | Perú | Campo de Juego "Julio Alvarado", Asunción, Paraguay |  |

| 23 de setiembre | Paraguay | 82 - 8 | Colombia | Campo de Juego "Julio Alvarado", Asunción, Paraguay |  |

### Segunda fecha
| 25 de setiembre | Brasil | 20 - 12 | Venezuela | Campo de Juego "Julio Alvarado", Asunción, Paraguay |  |

| 25 de setiembre | Paraguay | 70 - 3 | Perú | Campo de Juego "Julio Alvarado", Asunción, Paraguay |  |

### Tercera fecha
| 28 de setiembre | Paraguay | 94 - 7 | Venezuela | Campo de Juego "Julio Alvarado", Asunción, Paraguay |  |

| 28 de setiembre | Perú | 17 - 16 | Colombia | Campo de Juego "Julio Alvarado", Asunción, Paraguay |  |

### Cuarta fecha
| 30 de setiembre | Brasil | 64 - 0 | Colombia | Campo de Juego "Julio Alvarado", Asunción, Paraguay |  |

| 30 de setiembre | Perú | 20 - 19 | Venezuela | Campo de Juego "Julio Alvarado", Asunción, Paraguay |  |

### Quinta fecha
| 2 de octubre | Colombia | 24 - 7 | Venezuela | Campo de Juego "Julio Alvarado", Asunción, Paraguay |  |

| 2 de octubre                                                 | Paraguay | 45 - 8 | Brasil | Campo de Juego "Julio Alvarado", Asunción, Paraguay |  |
|                                                              |          |        |        | Árbitro(s): Javier Mancuso                          |  |
| Válido por la clasificación de la Copa Mundial de Rugby 2007 |          |        |        |                                                     |  |

| Bandera de Paraguay |
| Campeón Paraguay    |
| Segundo título      |